# Lukáš Diviš
Lukáš Diviš (* 20. Februar 1986 in Žilina, Tschechoslowakei) ist ein ehemaliger slowakisch-russischer Volleyballspieler.

## Karriere
Lukáš Diviš begann mit dem Volleyball beim heimischen Verein Stavbár Žilina, wo bereits sein Großvater, sein Vater und sein älterer Bruder Peter spielten. 2003 ging er nach Tschechien zu Volejbal Brno. 2006 wechselte er in die deutsche Bundesliga zum VfB Friedrichshafen und gewann hier dreimal die Deutsche Meisterschaft sowie zweimal den DVV-Pokal. 2007 gewann der Außenangreifer außerdem die europäische Champions League und wurde in den Ranglisten des deutschen Volleyballs zum „besten Annahmespieler“ gewählt. 2009/10 spielte Lukáš Diviš bei Fenerbahçe Grundig und wurde Türkischer Meister. Danach spielte er eine Saison in Polen bei Jastrzębski Węgiel und anschließend in Russland bei VK Lokomotiv Nowosibirsk, mit dem er 2011 den Russischen Pokal gewann.
Lukáš Diviš spielte auch für die Slowakische Nationalmannschaft und nahm an drei Europameisterschaften (2007, 2009 und 2011) teil. Diviš wurde 2014 russischer Staatsbürger und spielte 2016 für die russische Nationalmannschaft.